# Joaquín González Vidaurreta
Joaquín González Vidaurreta (Vitòria, 15 de desembre de 1905 - Madrid, 31 de juliol de 1990) fou un militar basc, capità general de la III Regió Militar a finals de la dècada del 1960.
Membre del cos d'Enginyers, va lluitar a la guerra del Rif com a tinent. Durant la guerra civil espanyola va lluitar es va unir al bàndol revoltat i fou Cap de Transmissions de la XII Divisió, que va lluitar al front de Madrid i a la batalla de Terol. Després actuà a l'ofensiva de Catalunya com a cap de transmissions al Cos d'Exèrcit Marroquí. En acabar la guerra assolí el grau de comandant i el 1942 es va diplomar en Estat Major. Fou destinat a l'Estat Major Central, i un cop ascendit a coronel, en 1959 fou agregat militar a l'ambaixada espanyola als Estats Units, aleshores dirigida per José María de Areilza. Va tornar el 1961, aleshores fou ascendit a general de brigada i destinat novament a l'Estat Major. En 1964 fou ascendit a general de divisió i nomenat Cap de Transmissions de l'Exèrcit. En 1966 va ser governador militar de Màlaga.
A finals de 1967 fou ascendit a tinent general i fou nomenat capità general de la III Regió Militar en substitució de Santiago Mateo Marcos, que acabava de morir. Dos anys més tard, però, deixava la capitania quan fou nomenat cap de la Casa Militar del Cap de l'Estat, càrrec que va ocupar fins a gener de 1972. Després fou President del Consell Directiu del Patronat de Cases Militars, càrrec que va ocupar fins 1978.